# 福永哲郎
福永 哲郎（ふくなが てつろう、1968年〈昭和43年〉8月9日 - ）は、日本の経産官僚。

## 来歴
鹿児島県出身。1991年（平成3年）、東京大学経済学部を卒業。同年、通商産業省に入省。入省後、通商政策局アジア大洋州課南西アジア室長、日本貿易振興機構日本機械輸出組合ブリュッセル事務所長、通商政策局サイバー国際経済統括官兼通商戦略室長、経済産業省大臣官房政策統括調整官（国際関係担当）などを歴任。
2020年（令和2年）6月24日、経済産業省大臣官房審議官（製造産業局・中小企業政策担当）兼首席通商政策統括調整官に就任。
2022年（令和4年）7月1日、経済産業省大臣官房審議官（通商政策局担当）に就任。
2023年（令和5年）7月4日、貿易経済協力局長に就任。
2024年（令和6年）7月1日、貿易経済安全保障局長に就任。AI、コンピューティング、量子や重要鉱物、銅などの重要物資の確保に向けた対策、新技術管理スキームの導入による技術流出対策に携わった。